# ま
ま або マ (/ma/; МФА: [ma] • [mä]; укр. ма) — склад в японській мові, один зі знаків японської силабічної абетки кана. Становить 1 мору. Розміщується у комірці 1-го рядка 7-го стовпчика таблиці ґодзюон.

## Короткі відомості

### Опис
Фонема сучасної японської мови. Складається з одного приголосного звука та одного неогубленого голосного середнього ряду низького піднесення /а/ (あ).
| Губно-губний носовий: |  | /m/ → | ま | [ma] |  |

### Порядок
Місце у системах порядку запису кани:
- Порядок ґодзюону: 31.
- Порядок іроха: 30. Між や і け.

### Абетки
- Хіраґана: ま

Походить від скорописного написання ієрогліфа 末 (мацу, кінець).
- Катакана: マ

Походить від скорописного написання ієрогліфа 万 (ман, десять тисяч).
- Манйоґана: 万 • 末 • 馬 • 麻 • 摩 • 磨 • 満 • 前 • 真 • 間 • 鬼

### Транслітерації
- Кирилиця:
Система Поліванова: МА (ма).
Альтернативні системи: МА (ма).
- Латинка
Система Хепберна: MA (ma).
Японська система: MA (ma).
JIS X 4063: ma
Айнська система: MA (ma).

### Інші системи передачі
- Шрифт Брайля:
| ●－ －● ●● |
- Радіоабетка: МАтті но МА (マッチのマ; «ма» сірників)
- Абетка Морзе: －・・－